# ジョセフ・コサンド

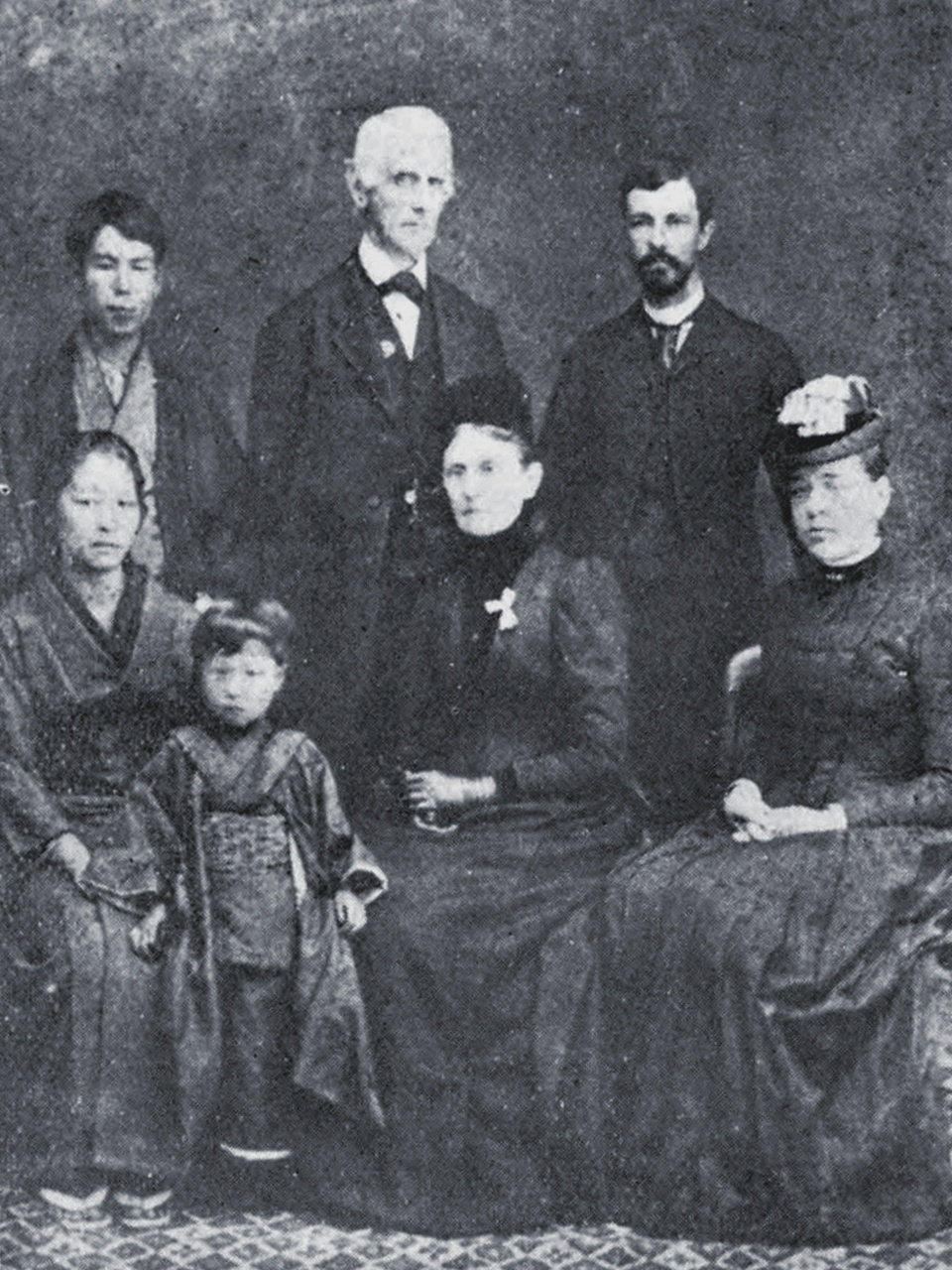
前列左から板垣母子、メアリ・ハリス・モリス、ミス・ヘーンズ、後列左から北村透谷、ウィスター・モリス、ジョセフ・コサンド

ジョセフ・コサンド（Joseph Cosand、1851年10月2日 - 1932年6月5日）は、フレンド派のキリスト友会婦人外国伝道協会の宣教師、後のアメリカ同胞教会の宣教師である。
1851年インディアナ州に生まれる。1871年11月結婚しカンザス州のフレンズ派のグリーレット・アカデミーに勤める。1885年12月にキリスト友会婦人外国伝道協会の宣教師として日本に派遣され、1887年に普連土女学校を設立。1900年には日本友会の館他奥に就任する。
日清戦争についての立場の違いから、日本キリスト友会を離脱して、日本基督同胞教会に転ずる。東京区の責任者になる。1917年には総理になる。また、日本禁酒同盟の会員でもあった。
また、月刊誌「国の光」を創刊し、日本平和協会の会員でもあった。長年の功績が認められ、オハイオ州のオッタービイン大学より名誉神学博士号が授与される。
1920年に引退してアメリカに帰国する。1932年にペンシルベニア州ホーシャムで死去する。